# 1940 aux échecs
| Années des échecs : 1937 - 1938 - 1939 - 1940 - 1941 - 1942 - 1943    |
| Décennies des échecs : 1910 - 1920 - 1930 - 1940 - 1950 - 1960 - 1970 |

Cet article présente les faits marquants de l'année 1940 aux échecs.

## Championnats nationaux
- Argentine : Carlos Guimard remporte le championnat[1],[2]. Chez les femmes, c’est Dora Trepat de Navarro qui s’impose.
- Autriche nazie : Pas de championnat national pour cause d’Anschluss[3], ni de tournoi féminin[4].
- Belgique : Paul Devos remporte le championnat[5]. Chez les femmes, c’est M.Stoffels qui s’impose[6].
- Brésil : Walter Cruz remporte le championnat[7].
- Canada : Maurice Fox remporte le championnat[8].
- Écosse : Pas de championnat pour cause de Seconde Guerre mondiale.
- Finlande: Pas de championnat[9].
- État français : Amédée Gibaud remporte le championnat [10]. Pas de championnat féminin[11].
- États-Unis : Sammy Reshevsky remporte le championnat[Note 1],[12],[13]. Chez les femmes, Adela Rivero s’impose[14].

- Pays-Bas : Pas de championnat pour cause de Seconde Guerre mondiale.
- Pologne[Note 2] : Pas de championnat[15].
- Royaume-Uni : Pas de championnat[16].
- RSS d'Ukraine : Isaac Boleslavsky remporte le championnat[17],[18], dans le cadre de l’U.R.S.S.. Chez les femmes, pas de championnat jusqu’en 1946[19].
- Royaume de Yougoslavie : Pas de championnat[20],[21].

## Naissances
- István Csom
- Jean-Claude Letzelter
- Vladimir Savon

## Nécrologie
- En 1940 : Stanisław Kohn (en), Max Walter (en), Moshe Hirschbein (en), Lars Hanssen (en), Achilles Frydman (en), Moishe Lowtzky (en)
- 29 février : Leopold Löwy Jr. (en)
- En avril : Dawid Przepiórka
- 5 mai : Willi Schlage (en)
- 4 juillet : Sammi Fajarowicz (en)
- 18 juillet : Davide Marotti
- 18 novembre : Joseph Cukierman
- 30 novembre : Wilhelm Hilse (en)
- En décembre : Walter John
- 8 décembre : Moritz Billecard (en)